# Fearplay

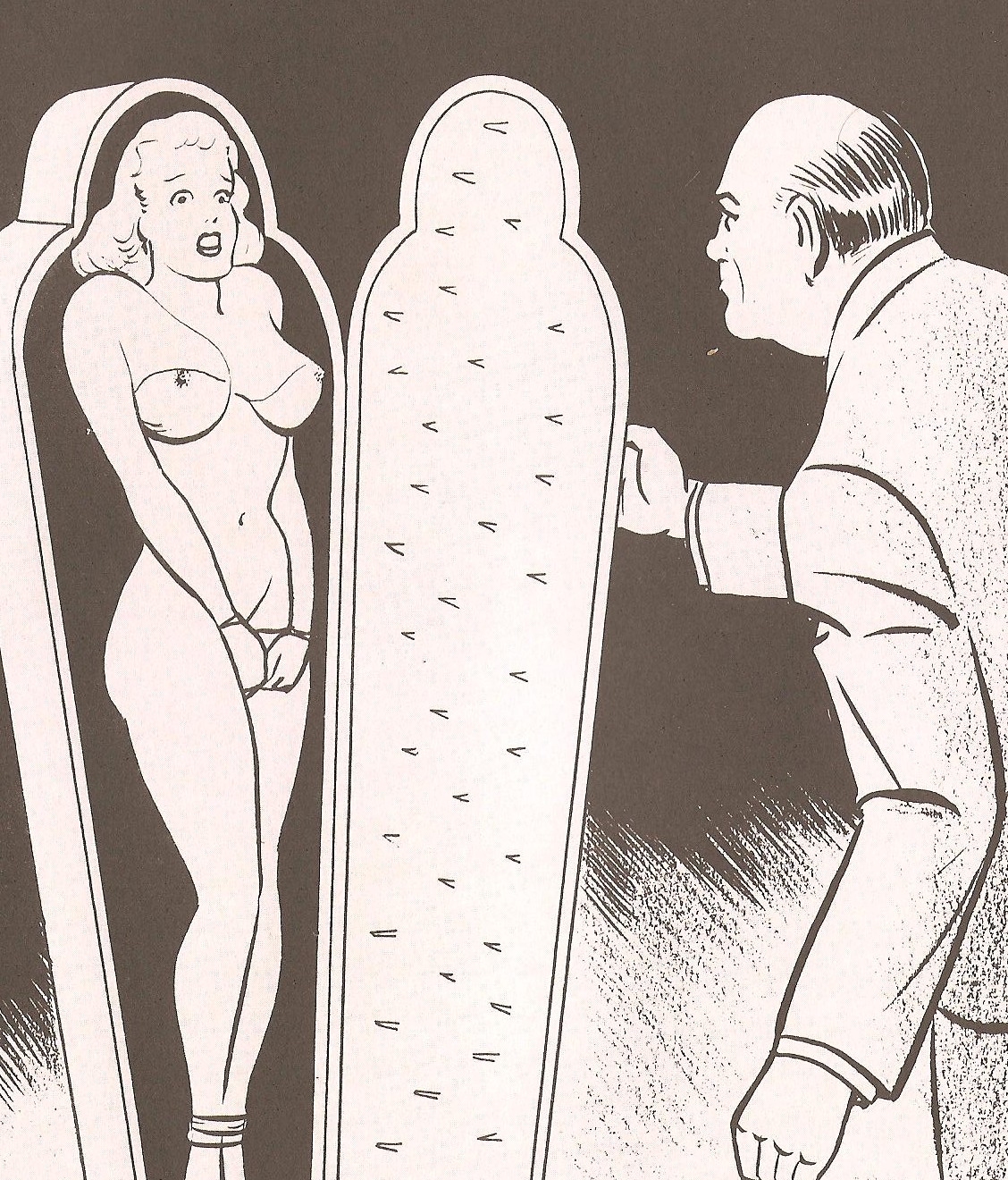
Bild av en rädd och bunden kvinna inuti en järnjungfru, inför stängandet av locket. Illustration av Joe Shuster från skräcktidningen Nights of Horror.

Fearplay eller fear play (engelska för rädslolek) är en benämning på all sexuell aktivitet som utnyttjar rädsla till att trigga sexuell upphetsning. Till skillnad från masochistiska tendenser, erbjuder inte denna praktik njutning eller upphetsning genom en endorfinkick; istället leder en skräckslagen sinnesstämning till ett utsöndrande av adrenalin.

## Funktion och definition
En stor del av befolkningen kan uppleva en känsla av upphetsning när man är rädd.

Vissa har jämfört effekten av fearplay med den liknande reaktionen i samband med konsumtion av en skräckfilm; där kan tittaren känna sig rädd utan att uppleva verklig fara. En liknande situation är när man åker berg-och-dalbana eller utsätter sig för skrämmande halloween-inslag, där rädslan är del av den eftersökta upplevelsen. 

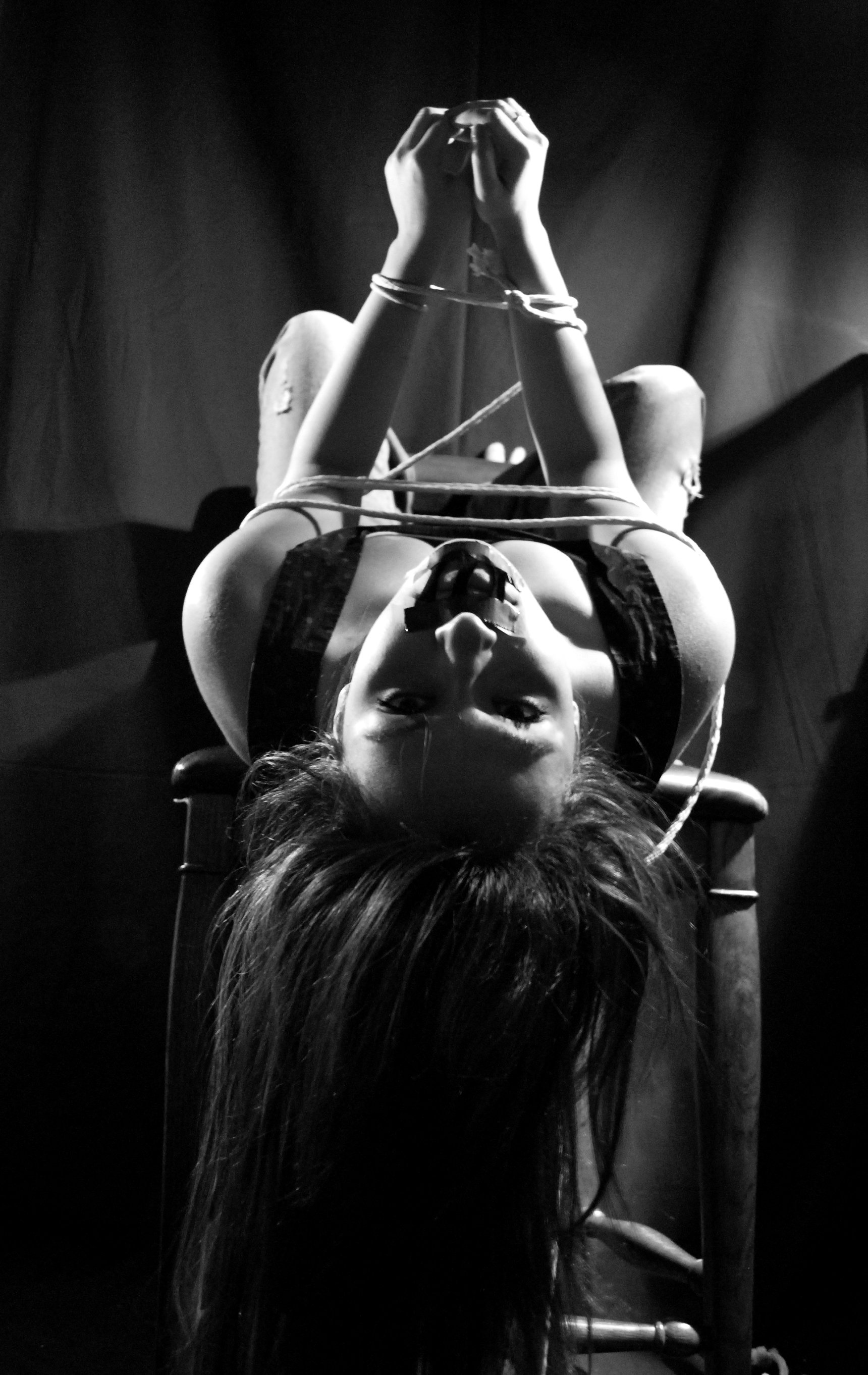
En kvinna bunden till bondage-möblemang.

Fearplay beskrivs ofta som en del av edgeplay, en kategori av BDSM-relaterade aktiviteter med högt fysiskt och psykologiskt risktagande. BDSM-aktiviteter har normalt tydliga regler omkring samtycke och regler (se samtycke inom BDSM). Inom vissa edgeplay-scenarier kan dessa regler åsidosättas eller utmanas, i syfte att förhöja njutningen eller upphetsningen genom en känsla av hjälplöshet.
Utövare av edgeplay kan ägna sig åt simulerad kvävning eller skendränkning som del av den gränsöverskridande leken. Där finns även andra aktiviteter som innebär fysisk eller psykisk smärta.

## Varianter
I några varianter av fearplay kan man utnyttja en persons tvivel och osäkerhet, exempelvis genom känslomässigt övergivande eller erotisk förnedring.
Andra praktiker är mer fysiskt inriktade. Medicinsk fetischism, knivlekar, lekbaserade kidnappningar och våldtäktsfantasier kan inkludera en psykologisk rädsloingrediens, men det kan vara den fysiska aktiviteten som utlöser känslan.